# 东里庄镇
东里庄镇，是中华人民共和国河北省石家庄市晋州市下辖的一个乡镇级行政单位。

## 行政区划
东里庄镇下辖以下地区：
东里庄村、南小吾村、中作村、李家庄村、北小吾村、彭光村、南寺吕村、马家庄村、西里庄村、里丰村、南赵庄村、郜丰村、打绳庄村、大石家庄村、东寺吕村、安家庄村、西寺吕村、宿生村、新风村、王家庄村、崔家庄村、段家庄村、仁义村、马坊村、董家庄村、北寺吕村和小石家庄村。